# Alina Armas
Alina Armas (sinh ngày 10 tháng 9 năm 1983) là một vận động viên chạy đường dài người Namibia, chuyên chạy marathon. Cô đã tham gia cuộc thi marathon nữ tại Thế vận hội mùa hè 2016.